# باجه تلفن
باجه تلفن (به انگلیسی: Phone Booth) فیلمی دلهره‌آور روان‌شناختی و اثری از کارگردان آمریکایی جوئل شوماخر است. این فیلم محصول سال ۲۰۰۲ است و فیلنامهٔ آن را لری کوئن نوشته است.
فیلم به‌طور کلی با واکنش‌های مثبتی از سوی منتقدان همراه بود و ۹۸ میلیون دلار در سراسر جهان فروش کرد در حالی که ۱۳ میلیون دلار بودجه ساخت آن بوده است.

## داستان

تصویری از فیلم: کاپیتان رمی کنار باجه تلفن ایستاده و با استوارت مذاکره می‌کند

استوارت شپرد مردی خوش‌پوش و گستاخ و متکبر است که پنهان از همسرش (کلی) با زن دیگری (پم) رابطه دارد و هر روز از آخرین باجهٔ تلفن باقی‌مانده در شهر برای تماس با دوست دختر خود استفاده می‌کند. روزی گفتگوی تلفنی آن دو به وسیلهٔ مرد تنومندی که برایش پیتزای مجانی آورده قطع می‌شود. استوارت خشمگین با اشاره به چاقی آن مرد با توهین و پرخاش او را رد می‌کند. در پایان گفتگو با پم تلفن زنگ می‌زند و استوارت گوشی را برمی‌دارد. پشت خط کسی که نام او را می‌داند به او می‌گوید که اگر تلفن را قطع کند ویا باجه تلفن را ترک کند به وسیله تفنگ دوربین داری که از نقطه‌ای نامعلوم به سوی او هدف گرفته شده، کشته خواهد شد. فرد پشت خط ادامه می‌دهد: او باید با پم تماس بگیرد و اقرار کند که دارای همسر است و کلی را هم از این رابطه‌ای که داشته باخبر کند تا کشته نشود. برای نشان‌دادن تهدید، تماس گیرنده یک تک تیر به سوی یک ربات اسباب بازی در بیرون فروشگاه مجاور شلیک می‌کند. کسی جز تماس گیرنده و استوارت و صاحب دکه از این تیراندازی آگاه نشدند. تماس گیرنده خود پم را روی خط دارد و از استوارت می‌خواهد با پم صحبت کند. استوارت هم اقرار می‌کند که به او دروغ می‌گفته، و در این میان ناشناس تماس را قطع می‌کند، استوارت درحالی که دست‌پاچه شده و نمی‌داند که باید چه‌کار کند با سه زن حرفه‌ای همراه با مردی که با آن‌هاست (لیون) مواجه می‌شود که می‌خواهند از تلفن استفاده کنند. استوارت که نمی‌خواهد باجهٔ تلفن را ترک کند مقاومت می‌کند. لیون به زور و با شکستن یک طرف گیشه وارد می‌شود و استوارت را زیر مشت می‌گیرد. در این میان صدای تماس گیرنده از تلفن شنیده می‌شود که می‌پرسد؛ می‌خوای متوقفش کنم؟ صدای مرا می‌شنوی؟ استوارت که قسمت اول را زیر ضربات نشنیده پاسخ مثبت می‌دهد. تماس گیرنده پاسخ استوارت را به اشتباه گرفته و به لیون شلیک می‌کند. لیون در چند قدمی گیشه برزمین می‌افتد و می‌میرد. سه زن حرفه‌ای دور لیون جمع شده و در برابر دوربین‌های خبری و پلیس همه استوارت را به تیراندازی به لیون با سلاح خود متهم می‌کنند.
در حین گفتگو با تماس گیرنده، استوارت مخفیانه با تلفن همراه خود با کلی تماس گرفته و گذاشته بود کلی همهٔ گفتگوها را بشنود و کلی هم به نوبه خود کارآگاه (ری‌می) را در جریان آن ماجرا گذاشته بود. تماس گیرنده، پس از آگاهی از این موضوع در تماس با استوارت می‌گوید که اگر دستگیر شود کلی کشته خواهد شد.

## دربارهٔ فیلم
لری کوئن فیلم نامه‌نویس این فیلم، ابتدا پیشنهاد این موضوع را که کل فیلم در یک باجه تلفن بگذرد را در دهه شصت به هیچکاک پیشنهاد کرده بود و به رغم اینکه با استقبال وی مواجه شد اما هیچ‌یک نتوانستنند این موضوع را باور پذیر کنند. در دهه نود حین بازنگری این طرح بود که کوهن ایده تک تیرانداز را نیز به ان افزود و نهایتاً فیلم به کارگردانی شوماخر وارد مرحله اجرایی شد. تمام فیلم فقط ظرف دوازده روز در سال ۲۰۰۲ فیلمبرداری شد و با کمی تأخیر بالاخره در سال ۲۰۰۳ روی پرده رفت. با توجه به بودجه اندک فیلم با موفقت قابل قبولی در گیشه و در نزد منتقدین مواجه شد و توانست امتیاز ۷۱ را به‌طور میانگین (از ۱۰۰) دریافت کند.

## بازیگران
- کالین فارل در نقش استوارت شپرد
- کیفر ساترلند در نقش تماس‌گیرنده/تک‌تیرانداز
- فارست ویتاکر در نقش کاپیتان اد رمی
- رادا میشل در نقش کلی شپرد (همسر استوارت)
- کیتی هلمز در نقش پام مک‌فادن (دوست‌دختر استوارت)
- ریچارد تی جونز در نقش سرهنگ کول
- تیا تکسادا در نقش اِیژیا